# Пеняк Йосип Йосипович
Йосип Пеняк (31 травня 1984) — майстер спорту України міжнародного класу зі сноубордингу.
Тренер: Йосип Пеняк (батько). Закарпатська область, ФСТ Спартак, ШВСМ, ЦОП.

## Життєпис
Закінчив Харківську державну академію фізичної культури (2007 рік). Навчається у магістратурі Львівського державного університету фізичної культури.
Багаторазовий чемпіон України, призер та переможець етапів Кубка Європи та міжнародних змагань, учасник чемпіонату світу, переможець фіналу Кубка Європи 2009 р.
Одружений.
Хобі: музика.
Володіє англійською, німецькою, угорською, словацькою мовами.

## Виступи на Олімпіадах
| Олімпіада     | Дисципліна                     | Місце |
| ------------- | ------------------------------ | ----- |
| Ванкувер 2010 | паралельний гігантський слалом | 22    |
| Сочі 2014     | паралельний гігантський слалом | 23    |
| Сочі 2014     | паралельний слалом             | 19    |